# When I Think of You
A When I Think of You Janet Jackson amerikai énekesnő harmadik kislemeze harmadik, Control című albumáról. A dalt Jackson, Jimmy Jam és Terry Lewis írták. Ez volt Jackson első listavezető száma a Billboard Hot 100-on.

## Fogadtatása
A dal 1986-ban vezette a Hot 100 slágerlistát. Ezzel Janet és a bátyja, Michael Jackson lett az első és máig az egyetlen testvérpár, akiknek mindkettejüknek volt szólóénekesként előadott listavezető száma a Hot 100-on. A húszéves Janet volt Stevie Wonder óta a legfiatalabb énekes, akinek listavezető dala volt. Az év végi összesített adatok alapján a Hot 100 slágerlista 32., a Hot R&B/Hip-Hop Singles & Tracks lista 47. és a Hot Dance Music/Club Play lista 22. legsikeresebb dala volt.
Janet minden eddigi turnéján előadta a dalt.

## Videóklip és remixek
A videóklipben, melyet Julian Temple rendezett, Jackson egy lakóházas környéken sétál, ahol éppen karnevál zajlik; mindenhol egy rejtélyes férfi követi különféle jelmezekben. A klip, melyhez a dal 12" dance remixét használták, stílusban hasonló Janet későbbi Alright című daláéhoz, amit szintén Julian Temple rendezett, illetve sokban hasonlít az 1986-ban bemutatott Absolute Beginners című film nyitójelenetére; ezt a filmet is Temple rendezte. A klip úgy néz ki, mintha egyetlen jelenetből állna, vágások nélkül; valójában öt részből vágták össze és kisebb vágási hibák láthatóak benne. Janet 2008-ban megjelent Rock with U című klipje hasonló. Janet két unokaöccse, TJ és Taryll Jackson is láthatóak a klipben. Koreográfusa Paula Abdul.
1995-ben több neves remixer is felélesztette a dalt, David Morales és Junior Vasquez is készített hozzá remixet. A David Morales Extended Classic House Mix ‘95-öt feltették a Runaway című dal brit kislemezére, és külön kislemezen is megjelentek.
2007 februárjában a videóklip letölthető lett az iTunes Store-ról; ehhez a Deep Dish Chocolate City Remix változatot használták fel.

### Hivatalos remixek, változatok listája
1986
- Album version (3:56)
- Dance Remix (6:25)
- Dub Version (3:15)
- Extra Beats (2:01)
- Instrumental (4:00)

1995
| - Deep Dish Vocal Remix (9:27) - Deep Dish Dub Remix (11:15) - Deep Dish Chocolate City Mix (9:35) - Deep Dish Dished Out Bums (11:22) - Deep Dish Quiet Storm Dub (7:52) - Heller & Farley Project Mix (10:46) - Heller & Farley Project Mix Edit (6:44) - Junior Vasquez Trackhead Joint (7:08) - Morales Classic Mix (6:57) | - Morales Extended House Mix (7:43) - Morales House Mix (4:33) - Morales House Mix UK 7" Edit (3:31) - Morales Jazzy Mix (10:19) - Morales Jazzy Mix UK Edit (10:18) - Morales Crazy Love Mix (8:44) - Morales Crazy Love Mix UK Edit (7:09) - Morales Drum Mix (5:10) - Morales Incredible Boss Dub (7:12) |

## Számlista[2]
| 7" kislemez (USA, Németország, Ausztrália, Japán) 1. When I Think of You 2. Pretty Boy 7" kislemez (Egyesült Királyság) 1. When I Think of You 2. Come Give Your Love to Me 7" kislemez (USA) 1. When I Think of You 2. Control 2×7" kislemez (Egyesült Királyság) 1. When I Think of You 2. Come Give Your Love to Me 3. What Have You Done for Me Lately 4. Young Love 12" maxi kislemez (USA, Németország, Ausztrália) 1. When I Think of You (Dance Remix) 2. When I Think of You (Instrumental) 3. When I Think of You (Extra Beats) 4. When I Think of You (Dub Version) 5. When I Think of You (A Cappella) | 12" maxi kislemez (Egyesült Királyság) 1. When I Think of You (Dance Remix) 2. When I Think of You (Instrumental) 3. When I Think of You (Extra Beats) 4. When I Think of You (Dub Version) 5. When I Think of You (A Cappella) 6. Come Give Your Love to Me CD maxi kislemez 1 (Egyesült Királyság) – Deep Dish/Heller & Farley Mixes 1. When I Think of You (Deep Dish Chocolate City Mix) – 9:35 2. When I Think of You (Deep Dish Quiet Storm Dub) – 7:52 3. When I Think of You (Deep Dish Dished Out Bums) – 11:22 4. When I Think of You (Heller & Farley Project Mix) – 10:46 5. When I Think of You (Junior Trackhead Joint) – 7:08 CD maxi kislemez 2 (Egyesült Királyság) – The David Morales Remixes 1. When I Think of You (Morales Extended House Mix) – 7:43 2. When I Think of You (Morales Drum Mix) – 5:10 3. When I Think of You (Morales Jazzy Mix) – 10:19 4. When I Think of You (Morales Crazy Love Mix) – 8:45 5. When I Think of You (Morales Classic Club Mix) – 6:57 6. When I Think of You (Morales Incredible Boss Dub) – 7:12 |

## Helyezések
| Slágerlista (1986)                               | Legmagasabb helyezés |
| ------------------------------------------------ | -------------------- |
| USA Billboard Hot 100                            | 1                    |
| USA Billboard Hot 100 Airplay                    | 1                    |
| USA Billboard Hot R&B/Hip Hop Singles & Tracks   | 3                    |
| USA Billboard Hot Dance Music/Club Play          | 1                    |
| USA Billboard Hot Dance Music/Maxi-Singles Sales | 3                    |
| USA Billboard Adult Contemporary                 | 10                   |
| Ausztrál ARIA Top 50                             | 53                   |
| Belga kislemezlista (Flandria)                   | 8                    |
| Brit kislemezlista                               | 10                   |
| Dél-afrikai kislemezlista                        | 5                    |
| Holland kislemezlista                            | 3                    |
| Ír kislemezlista                                 | 10                   |
| Kanadai kislemezlista                            | 15                   |
| Német kislemezlista                              | 36                   |
| Spanyol kislemezlista                            | 24                   |
| Új-zélandi kislemezlista                         | 23                   |